# Karl Karpé
Karl Karpé est un artiste de layout américain ayant travaillé aux Studios Disney. 

## Filmographie
- 1943 : Victoire dans les airs
- 1945 : Casanova canin
- 1945 : La Légende du rocher coyote
- 1945 : Patrouille canine
- 1946 : Le Petit Frère de Pluto
- 1946 : Pluto au pays des tulipes
- 1946 : Pluto détective
- 1946 : Bath Day
- 1947 : Ça chauffe chez Pluto
- 1947 : Les Chiens de secours
- 1947 : Figaro and Frankie
- 1947 : Rendez-vous retardé
- 1947 : Pluto chanteur de charme
- 1948 : Mickey, Pluto et l'Autruche
- 1948 : Bone Bandit
- 1948 : Pluto's Purchase
- 1948 : Pluto et Figaro
- 1948 : Pluto's Fledgling
- 1948 : Mickey et le Phoque
- 1949 : Mickey et Pluto au Mexique
- 1949 : Pluto's Surprise Package
- 1949 : Pluto's Sweater
- 1949 : Pluto et le Bourdon
- 1949 : Sheep Dog
- 1950 : Pluto's Heart Throb
- 1950 : Pluto and the Gopher
- 1950 : Puss Cafe
- 1950 : Pluto joue à la main chaude
- 1950 : Camp Dog
- 1950 : Wonder Dog
- 1950 : Morris the Midget Moose